# 野中郁次郎

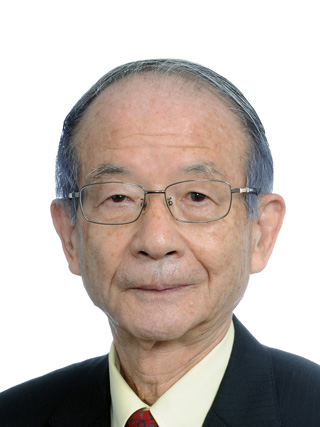

野中郁次郎（日语：／ Nonaka Ikujirō，1935年5月10日—2025年1月25日），日本經營策略學者，被譽為「知識創造理論之父」、「知識管理的拓荒者」。

## 生平
- 1935 出生於東京
- 1958 早稻田大學政治經濟系畢業；同年進入富士電機製造株式會社
- 1968 加州大學柏克萊分校哈斯商學院取得工商管理碩士學位
- 1972 加州大學柏克萊分校哈斯商學院取得企業管理博士學位
- 1978 南山大學經營學部教授
- 1979 防衛大學教授
- 1982 東京一橋大學產業管理研究院教授
- 1995 北陸先端科學技術大學知識科學研究所創辦人暨首任所長
- 2000 東京一橋大學國際企業戰略研究所教授
- 2002 被授予表揚其學術貢獻的紫綬褒章
- 2006 事業創造大學院大學非專職教員

## 重要著作
- 《失敗的本質－日本軍隊組織論的研究》（1984）
- 《創新求勝－智價企業論》（1995）
- 《日不落行銷》（1999）
- 《知識經營之道─如何從知識中找價值》（2004）
- 《企業創新的螺旋─全球競爭下的知識創新架構》（2004）
- 《知識創造的螺旋》（2006）
- 《創新的本質》（2006）
- 《巷口的商學院: 7-ELEVEN 上最精采的企管課》（2006）

他和竹內弘高合著的《創新求勝－智價企業論》（The Knowledge Creating Company）於1996年贏得美國出版協會「年度最佳管理書籍」（Best Book of the Year in Management）大獎，本書同時也被彼得·杜拉克、大前研一等管理學大師譽為該領域經典之作。

## 學說
野中郁次郎認為知識是一種多元的概念，具有多層次的意義。知識牽涉到信仰、承諾與行動等，可分為內隱知識(Tacit Knowledge)與外顯知識(Explicit Knowledge)。
野中郁次郎的知識創造理論有三個構面與一個準構面，分別為「認識論」、「本體論」、「時間與活動」、以及「有利的組織情境」等：
- 認識論：建基於內隱知識與外顯知識，以及隨之組合而成的四種知識轉換類型：社會化（socialization）、外化（externalization）、結合（combination）、內化（internalization）
- 本體論：區分為個人、團隊、組織到跨組織間
- 時間與活動：分為五階段：分享內隱知識、創造觀念、確認觀念、建立原型、跨層次的知識擴展
- 有利的組織情境：提出五種有利於知識創造的狀況——意圖、自主權、波動／創造性渾沌、重複、多樣才能。

這四個構面共同組成所謂的「組織知識創造過程模式」。